# Pluimplukkers Verenwinkel
Pluimplukkers Verenwinkel (Engels: Scrivenshaft's Quill Shop) is een winkel die voorkomt in de Harry Potter-boeken van de Britse schrijfster J.K. Rowling. Het is een winkel voor alle schrijfbenodigdheden, zoals veren en perkament. De winkel is gelegen aan de hoofdstraat in Zweinsveld.